# Ossi Karttunen
Pour les articles homonymes, voir Karttunen.
Ossi Jalmari Karttunen , né le 17 mars 1948 à Ruokolahti, est un athlète finlandais, spécialiste du 400 mètres. 

## Biographie
Aux championnats d'Europe de 1974, Ossi Karttunen se classe 5e sur 400 mètres (45 s 87), et remporte la médaille de bronze sur 4 × 400 mètres aux côtés de Stig Lönnqvist, Markku Taskinen et Markku Kukkoaho.
Au niveau national, il remporte les championnats de Finlande sur 100 mètres à trois reprises (1968, 1969 et 1979), sur 200 mètres à huit reprises (1966-1970, 1973, 1974 et 1977) et sur 400 mètres à trois reprises (1975, 1976 et 1978).

### Palmarès
| Date | Compétition           | Lieu     | Résultat | Épreuve   | Performance   |
| ---- | --------------------- | -------- | -------- | --------- | ------------- |
| 1972 | Jeux olympiques       | Munich   | 6e       | 4 × 400 m | 3 min 01 s 12 |
| 1974 | Championnats d'Europe | Rome     | 5e       | 400 m     | 45 s 87       |
| 1974 | Championnats d'Europe | Rome     | 3e       | 4 × 400 m | 3 min 03 s 6  |
| 1976 | Jeux olympiques       | Montréal | 8e       | 4 × 400 m | 3 min 06 s 51 |

### Records
| Épreuve    | Performance | Lieu | Date |
| ---------- | ----------- | ---- | ---- |
| 400 mètres | 45 s 87     | Rome | 1974 |